# Unfallkrankenhaus Graz
Das Unfallkrankenhaus Graz – seit Herbst 2018 Unfallkrankenhaus Steiermark Standort Graz – befindet sich im Bezirk Eggenberg, im Nordwesten der steirischen Landeshauptstadt Graz und wird von der AUVA betrieben. Es verfügt über 145 Betten, jährlich werden im Durchschnitt 50.000 Patienten behandelt, wovon rund 7.200 stationär aufgenommen werden. Das Behandlungsspektrum auf den sechs Stationen reicht von der Operativen sowie konservativen Versorgung von einfachen und komplexen Knochenbrüchen, Gelenks- und Weichteilverletzungen der oberen und unteren Extremität sowie der Versorgung von Schädel-, Wirbelsäulen-, Brustkorb-, Bauch- und Beckenverletzungen. Das Einzugsgebiet des Krankenhauses erstreckt sich auf Grund seiner Funktion als Fachkrankenhaus für (Arbeits-)Unfälle weit über die Grenzen des Großraums Graz hinaus.

## Geschichte

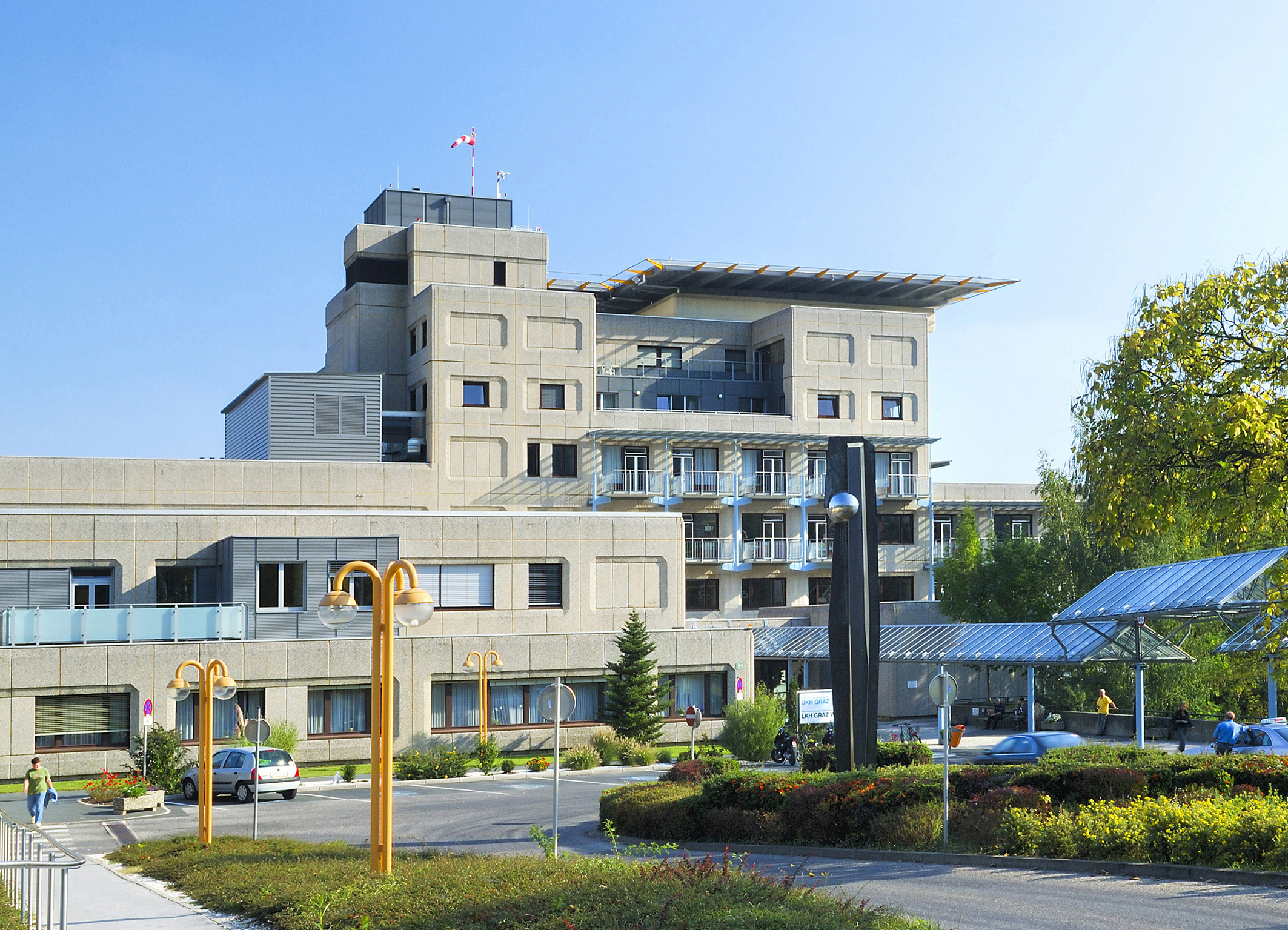
Unfallkrankenhaus Graz

Im Jahr 1889 bekam die Unfallversicherung für Arbeiter gesetzlichen Status in Österreich, diese löste damit die Haftpflichtversicherung der Unternehmen ab. Kurze Zeit später wurde die Arbeiterunfallversicherungsanstalt für Steiermark und Kärnten mit Sitz in Graz errichtet. Zuerst konzentrierte man sich auf orthopädische Behandlungen von Arbeitsunfallopfern in einem Gebäude in der Theodor-Körner-Straße, welches von 1912 bis 1919 erbaut wurde.
Aufgrund schlechter Raumsituationen wurde ein Neubau der Unfallkrankenhauses in den 70er Jahren in Angriff genommen, 1981 übersiedelte das UKH Graz zum heutigen Standort in Graz-Eggenberg. Eine erneute Sanierung wurde im Jahr 2000 begonnen. Zusätzlich wurde im Jahr 2002 der Standort West des LKH Graz Süd-West direkt anliegend an das UKH Graz eingeweiht.
Im Herbst 2018 wurden das UKH Graz und das UKH Kalwang organisatorisch zum Unfallkrankenhaus Steiermark zusammengelegt.

## Medizinische Ausstattung
Das UKH beherbergt das Institut für Anästhesie und Intensivmedizin, einen Schockraum für Schwerverletzte sowie ein medizinisch-diagnostisches Labor (in Kooperation mit dem Krankenhaus der Barmherzigen Brüder Eggenberg). Es bietet die Möglichkeit zu psychotherapeutischer, stationärer und ambulanter Betreuung sowie zu Bewegungsübungen im Schwimmbad, Lymphdrainage, Elektrotherapie, Lasertherapie, Ultraschalltherapie und Stoßwellentherapie. Im Bereich Radiologie arbeitet das UKH mit dem Multislice Computer-Tomograph, ein digitales Röntgen. Magnetresonanz und 2-Ebenen-Angiographie werden von den Kooperationsspitälern LKH Graz West und Barmherzige Brüder betrieben.

### Notarzt-Stützpunkt
Das UKH beteiligt sich durch die Bereitstellung von Notärzten am vom Roten Kreuz betriebenen Grazer Notarztsystem. Auf dem Krankenhausgelände befindet sich der Stützpunkt des Notarzteinsatzfahrzeuges (NEF) „Graz-West“ (Funkrufnummer: 5.3165 – gerufen als „NEF West“), welches primär für die notärztliche Versorgung der rechts der Mur gelegenen Grazer Stadtbezirke, sowie die angrenzenden Vororte und Umlandgemeinden, zuständig ist. Mittlerweile wurde das in die Jahre gekommene Einsatzfahrzeug der Marke Toyota durch ein modernes, den neuesten Richtlinien des Roten Kreuzes entsprechendes, Fahrzeug ersetzt.

## Qualitätsmanagement
Im Rahmen der Implementierung eines  Qualitätsmanagements-Systems für alle medizinischen Einrichtungen der AUVA  fungierte das UKH Graz als Pilotkrankenhaus innerhalb der Gesamtorganisation. Im Oktober 2006 wurde das Fehlermeldesystem CIRPS (Critical incident reporting and prevention system) eingeführt. Dabei handelt es sich um ein Gesamtkonzept zur Meldung, Bearbeitung und Prävention unerwünschter Ereignisse bei der Behandlung von Patienten. Das UKH Graz erhielt als eines der ersten Krankenhäuser Österreichs  mehrmals die ÖKOPROFIT-Umwelt-Auszeichnung der Stadt Graz.